# Boomerang Olaszország
A Boomerang Olaszország (olaszul: Boomerang Italia) a Boomerang rajzfilmadó olasz nyelvű, Olaszországban és környékén fogható adásváltozata, mely a nap 24 órájában klasszikus és új rajzfilmeket sugároz. 2003. július 31-én indult, ezzel a negyedik Boomerang-csatorna lett a világon időrend szerint. Programjainak zöme Hanna-Barbera-rajzfilmsorozat. 2011-ben a csatorna „házigazdája” lett Scooby-Doo, aki a reklámszünetekben bemutatta a különféle rajzfilmsorozatokat, illetve játékokat játszott a nézőkkel. 2012 februárja óta ez a csatorna is a jelenleg Európa-szerte használt arculatot vette fel, míg addig a klasszikus „vonal” arculatot használta.

## Műsorok
- Tom és Jerry
- Hupikék törpikék
- Bébi bolondos dallamok
- Tom és Jerry újabb kalandjai
- Mizújs, Scooby-Doo?
- Krypto, a szuperkutya
- Scooby-Doo: Rejtélyek nyomában
- Újabb bolondos dallamok
- Bolondos dallamok
- Rózsaszín Párduc és barátai
- Casper az Ijesztő Iskolában
- SamSam
- A Garfield-show
- Zsebkutyusok
- Pizsamás banánok
- Sam, a tűzoltó
- Jelly Jamm
- A dzsungel könyve